# Чане (река)
Чане (итал. Ciane, сиц. Ciani) — река в Италии на юге острова Сицилия. Длина реки 37 км.
Исток в горах Иблеи. Впадает в Ионическое море вблизи города Сиракуза.
Название, вероятно, происходит от греческого κυανoῦς (кианос), что означает сине-зелёный цвет (или «цвет морской волны», названный в честь нимфы Кианы), который имеет вода реки.